# منتخب هولندا لكرة اليد للناشئات
منتخب هولندا لكرة اليد للناشئات هو ممثل هولندا الرسمي في المنافسات الدولية في كرة اليد
.